# Filiep Jodts
Filiep Jodts (12 februari 1969) is een Belgisch procureur des Konings en voormalig sportbestuurder.

## Levensloop
Jodts studeerde rechten aan de Katholieke Universiteit Leuven. In 2012 werd hij aangesteld als afdelingsprocureur van het gerechtelijk arrondissement Veurne. Hieraan voorafgaand was hij actief als advocaat, rechter, onderzoeksrechter en substituut-procureur te Kortrijk. Ook was hij werkzaam als kabinetsmedewerker van ministers Karel Pinxten en Jo Vandeurzen. In januari 2020 werd hij aangesteld tot procureur des Konings te West-Vlaanderen in opvolging van Jean-Marie Cool. Vanuit deze hoedanigheid was hij van september 2021 tot september 2023 voorzitter van de Raad van procureurs des Konings. Hij werd in deze hoedanigheid opgevolgd door Vincent Fiasse.
Daarnaast was hij van 2020 tot 2022 voorzitter van Cycling Vlaanderen, alwaar hij in maart 2019 tot het bestuur was toegetreden. Hij volgde in deze hoedanigheid waarnemend voorzitter Jos Mondelaers op. Zelfs werd hij opgevolgd door Geert Barbry.